# Nazionale femminile under 17 di calcio della Norvegia
La nazionale femminile under 17 di calcio della Norvegia è la rappresentativa calcistica femminile della Norvegia formata da giocatrici al di sotto dei 17 anni, gestita dalla federazione calcistica della Norvegia (Norges Fotballforbund - NFF).
Come membro dell'Union of European Football Associations (UEFA), partecipa a vari tornei di calcio internazionali ufficiali, il campionato europeo e il Campionato mondiale FIFA di categoria, e a invito, come il Torneo di La Manga.
Il risultato più prestigioso ottenuto dalla formazione Under-17 è il secondo posto nell'Europeo UEFA, conquistato nell'edizione di Fær Øer 2025.

## Risultati agli Europei Under-17
- 2008: Non qualificata
- 2009: Quarto posto
- 2010: Non qualificata
- 2011: Non qualificata
- 2012: Non qualificata
- 2013: Non qualificata
- 2014: Non qualificata
- 2015: Fase a gironi
- 2016: Quarto posto
- 2017: Semifinale
- 2018: Non qualificata
- 2019: Non qualificata
- 2020 - 2021: Tornei cancellati
- 2022: Fase a gironi
- 2023: Non qualificata
- 2024: Fase a gironi
- 2025: Secondo posto

## Piazzamenti ai Mondiali Under-17
- 2008: Non qualificata
- 2010: Non qualificata
- 2012: Non qualificata
- 2014: Non qualificata
- 2016: Non qualificata
- 2018: Non qualificata
- 2022: Non qualificata
- 2024: Non qualificata
- 2025: Qualificata